# Gherardo Starnina
Gherardo Starnina ou Lo Starnina ou Gherardo di Jacopo di Neri, né à Florence en 1360 et mort dans la même ville en 1413, est un peintre italien de la fin de l'ère gothique et du début de la Renaissance.

## Biographie
Selon le biographe Giorgio Vasari, Starnina s'est formé auprès de Antonio Veneziano, puis avec Agnolo Gaddi et a participé à la peinture des fresques dans la chapelle Castellani de la basilique Santa Croce de Florence. 
En 1380, il est parti pour l'Espagne afin de travailler pour Jean Ier de Castille ; il lui est attribuée une peinture dans la chapelle San Blas de la cathédrale de Tolède. Vasari dit que Startina part en Espagne en étant un rustre (rozzo), et qu'il est revenu en homme de cour.

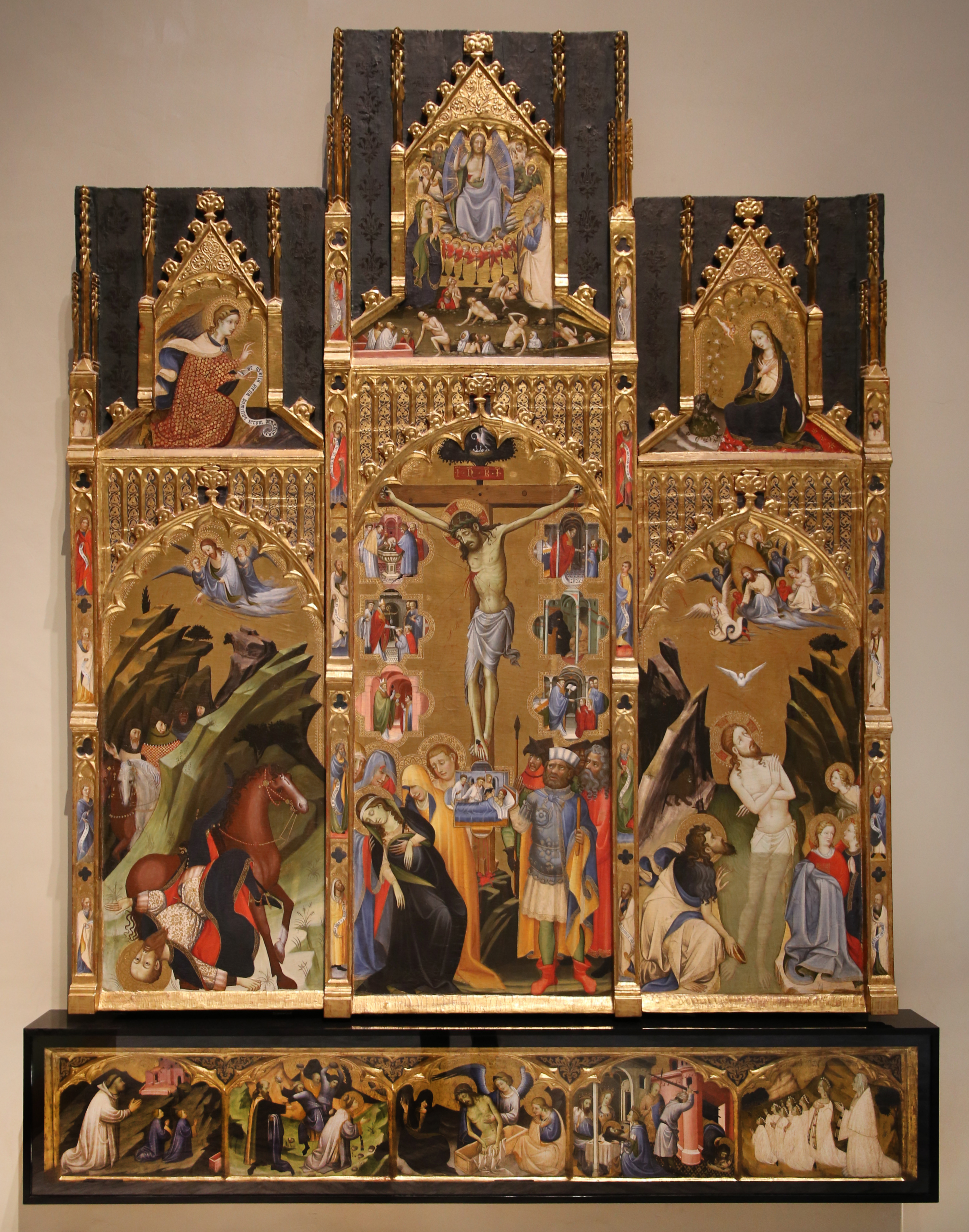
Retable de frère Bonifacio Ferrer, musée des Beaux-Arts de Valence.
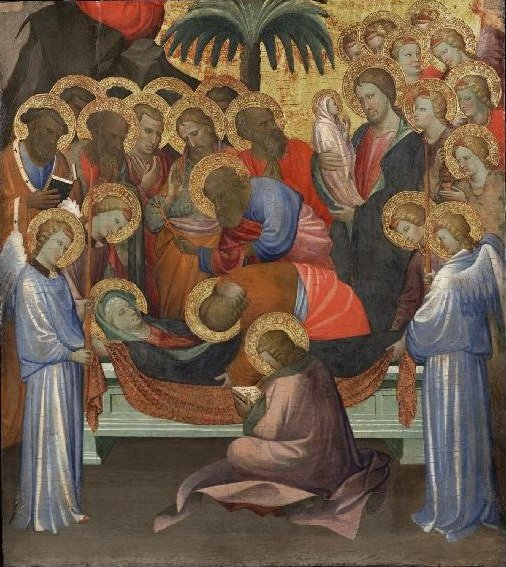
Dormition de la Vierge (vers 1404-1408), Philadelphia Museum of Art, Philadelphie.

## Œuvres
- La Vierge d'humilité, vers 1410, Paris, Collection Claire et Giovanni Sarti[2].
- Deux Évangélistes, 1407, deux pendants, Amsterdam, Rijksmuseum.
- La présentation de Jésus au Temple, vers 1404 ou 1408, tempera et or sur bois, 31 × 51,3 cm, Newark, Collection Alana. Ce panneau fait partie de la prédelle d'un retable dont les autres panneaux se composent de :
  - Nativité, ccollection particulière[réf. nécessaire] ;
  - L'Adoration des Mages, Kansas City, musée d'art Nelson-Atkins ;
  - La Dormition de la Vierge, Philadelphie, Philadelphia Museum of Art ;
  - L'Ascension de la Vierge), Cambridge, musées d'Art de Harvard ;
  - Trois saints, panneaux latéraux, Lucques, musée de la villa Guinigi. Selon Andrea De Marchi, les sections supérieures de ce retable auraient intégrées L'Annonciation, conservée au musée diocésain (en) de Milan[3].